# Jan Erik Persson
Jan Erik Persson, född 1947 i Strängnäs är en entreprenör och företagsledare som började sin karriär på 1970-talet med att sälja karosseridelar till personbilar, som på 1980-talet utmanade Volvo med att sälja bildelar och som på 90-talet började bygga upp sitt fastighetsimperium som idag består av ett 200-tal bolag som omsätter över 3000 mkr. Persson har dock mött kritik då stora delar av fastighetsimperiet kommit ur mark som man menar sålts till underpris av de aktuella kommunerna. Persson är aktiv i över 200 olika bolag.  Persson är bland annat grundare av företaget Kilenkrysset AB.